# Test nutrigenetico
Un test nutrigenético es un tipo de examen genético, basado en la genómica nutricional o nutrigenómica, que consiste en el análisis de marcadores genéticos, normalmente polimorfismos de un solo nucleótido o SNP, para establecer el perfil nutrigenético, con el fin de establecer un plan de alimentación completamente personalizado, según el genotipo y fenotipo de cada persona.

## Ejemplos de biomarcadores
La ventaja de los  estudios genéticos basados en SNP es que, como existe una media de 1 SNP cada 200 pb, podemos mapear muy estrechamente donde se encuentra la mutación y asociarla a algún tipo de alteración del genoma. En una enfermedad multifactorial heredable muchas de sus variantes estarán asociados a SNP específicos. Los SNPs constituyen hasta el 90% de todas las variaciones genómicas humanas y tienen el mismo origen, es decir, que se transmiten a la descendencia de generación en generación, lo que no se puede afirmar de otros marcadores genéticos como los microsatélites.
| Gen    | Relación |
| ------ | --- |
| FTO    | se expresa en zonas del cerebro importantes en la regulación del consumo energético y los mecanismos de recompensa. Su expresión hipotalámica se regula por la ingesta y, por tanto, los polimorfismos en este gen se asocian con el control de la ingesta y la conducta alimentaria. Además, algunos de estos polimorfismos se han asociado con parámetros antropométricos como el índice de masa corporal (IMC), la cantidad de grasa subcutánea y la circunferencia de cintura; con episodios cardiovasculares y la resistencia a la insulina.       |
| MC4R   | Es un receptor que se expresa en el hipotálamo donde se localiza el control central de la ingesta y el balance energético. Los polimorfismos en este gen se han asociado con la ingesta energética y el consumo de carbohidratos; así como con los niveles de insulina y el IMC. |
| CD36:  | Es un transportador de ácidos grasos de cadena larga a través de la membrana plasmática. Se expresa en muchos tipos celulares, incluyendo las células gustativas, por lo que las variantes de este gen se han asociado con la capacidad de percibir la grasa en los alimentos. |
| TCF7L2 | Es un factor de transcripción que induce la expresión del gen que codifica para el proglucagón. Polimorfismos en este gen se han asociado con la glucemia e insulinemia, el ratio proinsulina:insulina y los niveles de hemoglobina glucosilada. También se ha visto asociado con la lipemia (colesterol HDL, VLDL y total; apolipoproteínas A1 y B) y los niveles de adipoquinas (leptina, resistina y adiponectina). Además de tener una relación clara con la diabetes, polimorfismos en este gen también se han asociado con grasa y peso corporal. |
| PPARα  | Es un factor de transcripción que controla la expresión de genes relacionados con el metabolismo lipídico, la oxidación de ácidos grasos, el metabolismo glucídico y la inflamación. Los polimorfismos en este gen se han asociado con el IMC, los niveles en ayunas de colesterol total, HDL y LDL, las apolipoproteínas A1 y B, y la progresión de aterosclerosis. |
| UCP1   | Es una proteína que disipa el gradiente protónico generado en la fosforilación oxidativa rindiendo calor en lugar de energía útil. Algunas variantes de este gen se han asociado con el efecto térmico las comidas, el gasto energético basal y la actividad termorreguladora del sistema nervioso simpático. Asimismo, se han asociado con la cantidad de grasa visceral, el peso corporal y los niveles de colesterol HDL. |
| TNFα   | Es una citoquina proinflamatoria. Los polimorfismos en este gen se han asociado con los niveles de proteína C reactiva y colesterol HDL. |

## Interpretación de los resultados
Los estudios del perfil nutrigenético, determinado gracias a los test nutrigenéticos, sirven para analizar la predisposición de cada individuo a padecer determinadas enfermedades, como la obesidad, la diabetes o la hipertensión, o para conocer los efectos concretos de ciertos alimentos sobre nuestro organismo.
Una vez analizados todos los SNP del paciente se elabora un informe científico, en el que se interpretan los resultados en un contexto nutrigenético y teniendo en cuenta el estilo de vida del paciente. Toda esta información es finalmente integrada en unas recomendaciones personalizadas. Finalmente un especialista de la salud (médico, nutricionista) interpreta el informe científico y lo utiliza como herramienta para establecer estrategias de tratamiento personalizadas, que llevarían a la mejora el estado de salud y bienestar y prevenir enfermedades en la persona.